# Wiczyn
Wiczyn (biał. Вічын; ros. Вичин) – wieś na Białorusi, w obwodzie brzeskim, w rejonie łuninieckim, w sielsowiecie Dworzec, nad Cną i przy drodze magistralnej .
Znajduje się tu parafialna cerkiew prawosławna pw. Świętej Trójcy z 1996 r.
W XIX-wiecznym Słowniku geograficznym Królestwa Polskiego wieś wymieniana jest pod nazwą Wietczyna. W źródłach z okresu międzywojennego pod obecną nazwą.
W dwudziestoleciu międzywojennym leżał w Polsce, w województwie poleskim, w powiecie łuninieckim, do 18 kwietnia 1928 w gminie Kożangródek, następnie w gminie Łuniniec. Po II wojnie światowej w granicach Związku Sowieckiego. Od 1991 w niepodległej Białorusi.